# Бочаров, Сергей Иванович
Сергей Иванович Бочаров (1922—1983) — старшина Рабоче-крестьянской Красной Армии, участник Великой Отечественной войны, Герой Советского Союза (1945).

## Биография
Сергей Бочаров родился 22 марта 1925 года в посёлке Лухтонга Вельского уезда Вологодской губернии (ныне Коношского района Архангельской области) в крестьянской семье. Окончил шесть классов школы и школу фабрично-заводского ученичества при лесозаводе № 5 в Архангельске, затем учился на моториста-электрика. Переехал в Казань, работал в центральных мастерских авиазавода имени Горбунова. Несмотря на то, что у Бочарова была бронь, в сентябре 1942 года он добровольно пошёл на службу в Рабоче-крестьянскую Красную Армию. С октября того же года — на фронтах Великой Отечественной войны. Участвовал в боях на Ленинградском фронте, в составе партизанской бригады захватывал «языков» под Тихвином, принимал участие в освобождении Гатчины, Нарвы и ряда других населённых пунктов. Трижды был тяжело ранен. Контуженный, Бочаров попал в немецкий плен и был перевезён в лагерь для военнопленных в Польше, откуда бежал и вернулся в строй. Во время боя у деревни Красный Бор Ленинградской области Бочаров в составе группы из 46 бойцов отбил 24 контратаки противника. После окончания боя в живых из группы осталось только 18 раненых бойцов. К январю 1945 года старший сержант Сергей Бочаров был разведчиком взвода пешей разведки 538-го стрелкового полка 120-й стрелковой дивизии 21-й армии 1-го Украинского фронта. Отличился во время освобождения Польши.
В ночь с 22 на 23 января 1945 года Бочаров вместе с четырьмя разведчиками переправился через Одер в районе населённого пункта Грошовиц (ныне — в черте польского города Ополе). Захватив передовую немецкую траншею, разведчикам удалось отразить несколько контратак противника. Действия группы способствовали успешной переправе взвода. Во время расширения плацдарма, действуя в составе разведгруппы, уничтожил несколько вражеских солдат и захватил одного в плен.
Указом Президиума Верховного Совета СССР от 10 апреля 1945 года за «образцовое выполнение заданий командования и проявленные мужество и героизм при форсировании реки Одер» гвардии старший сержант Сергей Бочаров был удостоен высокого звания Героя Советского Союза с вручением ордена Ленина и медали «Золотая Звезда» за номером 6027.
К концу войны на счету Бочарова было 125 захваченных «языков». О его подвигах неоднократно писали дивизионные армейские газеты 1-го Украинского фронта. Конец войны Бочаров встретил в Праге. После окончания войны в звании старшины он был демобилизован. Проживал в Москве, работал слесарем на заводе.
Скончался 25 января 1983 года; похоронен в Москве.
Был также награждён рядом медалей.